# Buzurg-Ummid
Kiya Buzurg-Ummid fou el segon daï ismaïlita d'Alamut. Es creu que estava emparentat amb famílies reials del Mazanderan per matrimoni. El seu nom significa ‘gran esperança’.
Del 1102 al 1124 fou governador nizarita de Lamasar (Lummusar), fortalesa del Rudbar que havia conquerit per orde d'Hasan-i Sabbah quan els defensors de la fortalesa, aliats als ismaïlites, havien trencat l'aliança i havien demanat ajut als seljúcides (a l'amir Nushtakin Shirgir). Va reconstruir la fortalesa forçant a treballar a la gent de la zona i la va dotar d'aigua i de jardins. Va resistir amb èxit al darrer i més fort atac del sultà seljúcida Muhammad (dirigit per l'amir Shirgir) el 1117.
El 1124 fou designat successor per Hasan-i Sabbah, al seu llit de mort, amb tres adjunts per auxiliar-lo. Va conservar la independència de l'estat i va construir noves fortaleses, especialment Maymun Dez (Maymundiz) el 1126. El 1131 va derrotar i donar mort a un imam zaydita, Abu Hashim, revoltat al Daylaman. Va morir el 1138 deixant el càrrec de daï al seu fill Muhàmmad I d'Alamut.